# Глодень (комуна, Муреш)
Глодень, Глодені (рум. Glodeni) — комуна у повіті Муреш в Румунії. До складу комуни входять такі села (дані про населення за 2002 рік):
- Глодень (2518 осіб) — адміністративний центр комуни
- Мерішор (222 особи)
- Мойша (359 осіб)
- Пекурень (265 осіб)
- Пеїнджень (458 осіб)

Комуна розташована на відстані 272 км на північний захід від Бухареста, 12 км на північ від Тиргу-Муреша, 78 км на схід від Клуж-Напоки, 135 км на північний захід від Брашова.

## Населення
За даними перепису населення 2002 року у комуні проживали 3822 особи.
Національний склад населення комуни:
| Національність   | Кількість осіб | Відсоток |
| ---------------- | -------------- | -------- |
| угорці           | 2892           | 75,7%    |
| румуни           | 810            | 21,2%    |
| цигани           | 118            | 3,1%     |
| українці         | 1              | < 0,1%   |
| росіяни-липовани | 1              | < 0,1%   |

Рідною мовою назвали:
| Мова      | Кількість осіб | Відсоток |
| --------- | -------------- | -------- |
| угорська  | 2951           | 77,2%    |
| румунська | 796            | 20,8%    |
| циганська | 75             | 2,0%     |

Склад населення комуни за віросповіданням:
| Релігія                                       | Кількість осіб | Відсоток |
| --------------------------------------------- | -------------- | -------- |
| реформати                                     | 2660           | 69,6%    |
| православні                                   | 654            | 17,1%    |
| греко-католики                                | 159            | 4,2%     |
| римо-католики                                 | 113            | 3,0%     |
| адвентисти                                    | 80             | 2,1%     |
| не релігійні                                  | 24             | 0,6%     |
| п'ятдесятники                                 | 8              | 0,2%     |
| унітарії                                      | 7              | 0,2%     |
| бретрени                                      | 5              | 0,1%     |
| лютерани (Аугсбурзького сповідання)           | 4              | 0,1%     |
| лютерани (Синодально-пресвітеріанська церква) | 3              | 0,1%     |
| баптисти                                      | 2              | 0,1%     |
| атеїсти                                       | 1              | < 0,1%   |

## Зовнішні посилання
- Дані про комуну Глодень на сайті Ghidul Primăriilor